# Pantherchamäleon
Das Pantherchamäleon (Furcifer pardalis) ist eine große, im nördlichen und nordöstlichen Küstentiefland der Insel Madagaskar vorkommende Chamäleon-Art.

## Merkmale
Männchen werden auf Madagaskar 55 cm, auf Réunion 44 cm lang, Weibchen bleiben kleiner. Entlang des Rückens haben die Tiere einen nach hinten abfallenden Kamm aus großen, dicht hintereinander stehenden stachligen Schuppen. Ebensolche Schuppen finden sich auf der Kehlwamme. Entlang der Körperseite kann man deutliche Streifen (Lateralstreifen) erkennen, die sich von der Färbung des Körpers abheben.
Die Farbe hängt von den jeweiligen Verbreitungsgebieten ab. Die Männchen der Nordspitze Madagaskars sind besonders bunt. Die Weibchen sind dort grün mit einer roten Zeichnung. Auf Nosy Bé sind die Männchen hellgrün mit einer weißen, grauen, roten oder hellblauen Streifenzeichnung, die Weibchen sind schmutziggelb, grau, rosa oder lila. Auf Nosy Boraha sind die Pantherchamäleons  mehr grau mit einer weißen Streifenzeichnung.

## Vorkommen

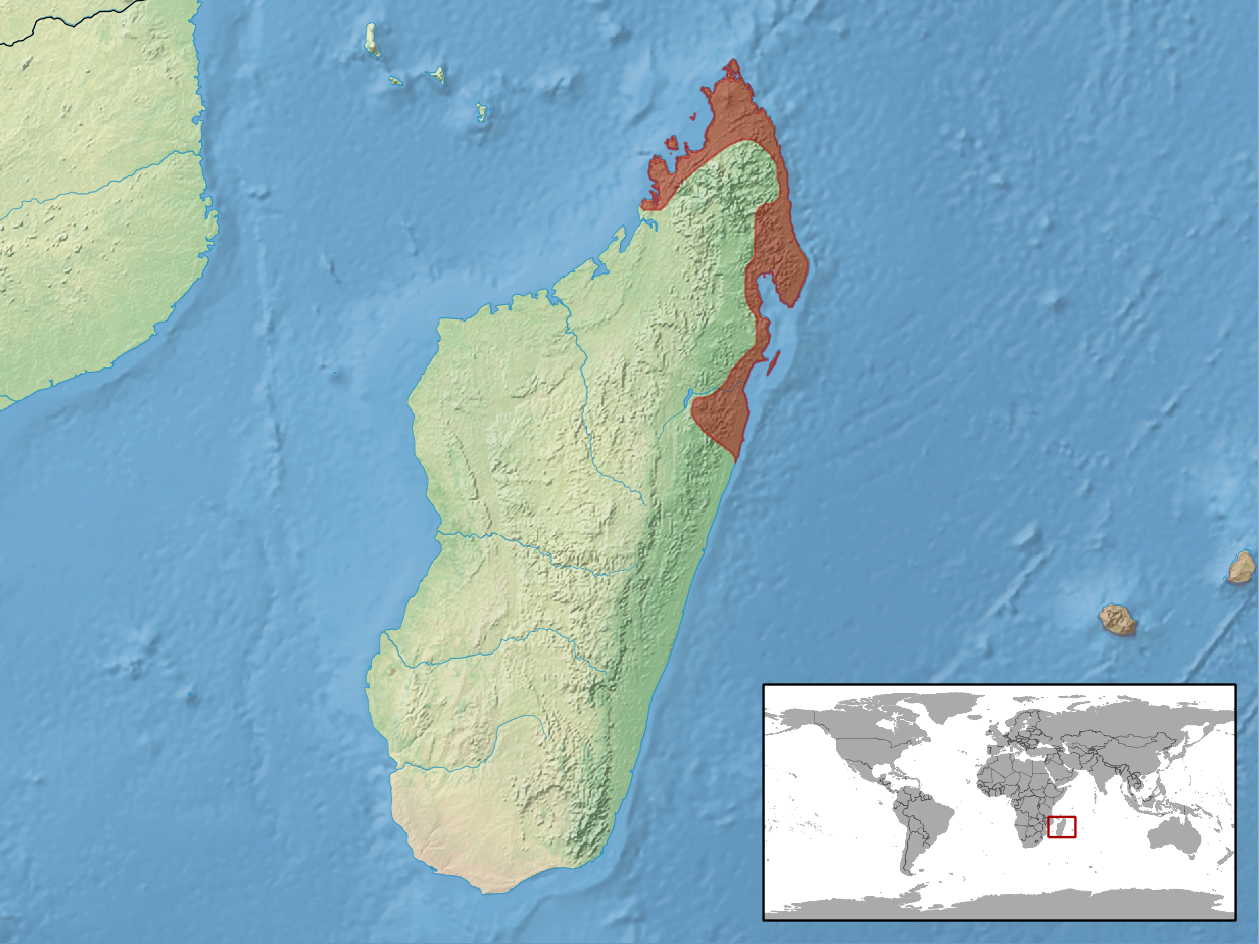
Verbreitungsgebiet

Das Pantherchamäleon kommt im Norden und an der Ostküste Madagaskars, sowie auf nahegelegenen Inseln wie Nosy Bé und Sainte Marie vor. Außerdem im Süden bei Tolagnaro, sowie auf Mauritius und Réunion. Pantherchamäleons leben immer küstennah, in feuchtheißem Klima in Büschen, auf Bäumen und im Gestrüpp. Viele leben auch in der Nähe menschlicher Siedlungen, an Feldrändern und in Gärten.
Die IUCN stuft die Art als „nicht gefährdet“ (least concern) ein.

## Fortpflanzung
Das Männchen beginnt die Balz, indem es eine helle Färbung annimmt, nickende Bewegungen mit dem Kopf macht und sich dabei dem Weibchen nähert. Ist das Weibchen nicht zur Paarung bereit, wehrt es das Männchen ab, indem es mit aufgerissenem Maul droht. Der Paarungsvorgang selbst dauert etwa zehn Minuten. Die Paarungsbereitschaft dauert insgesamt etwa drei Tage. Die Trächtigkeit dauert etwa 31–45 Tage.
Wenige Tage vor der Eiablage macht sich das Weibchen auf die Suche nach einem Eiablageplatz. Hat es einen geeigneten gefunden, gräbt es eine kleine Höhle und legt 12–46 Eier ab. Der Eingang der Höhle wird anschließend wieder verschlossen. Nach 159–323 Tagen schlüpfen die Jungtiere.

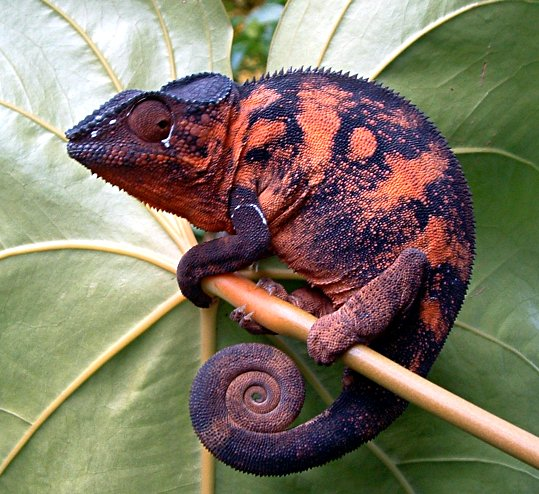
Weibchen von La Réunion
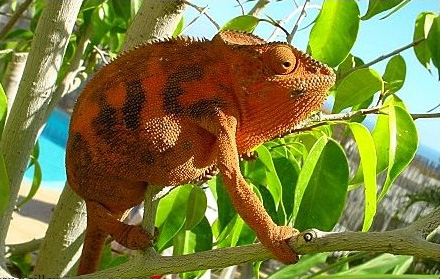
Weibchen von La Réunion
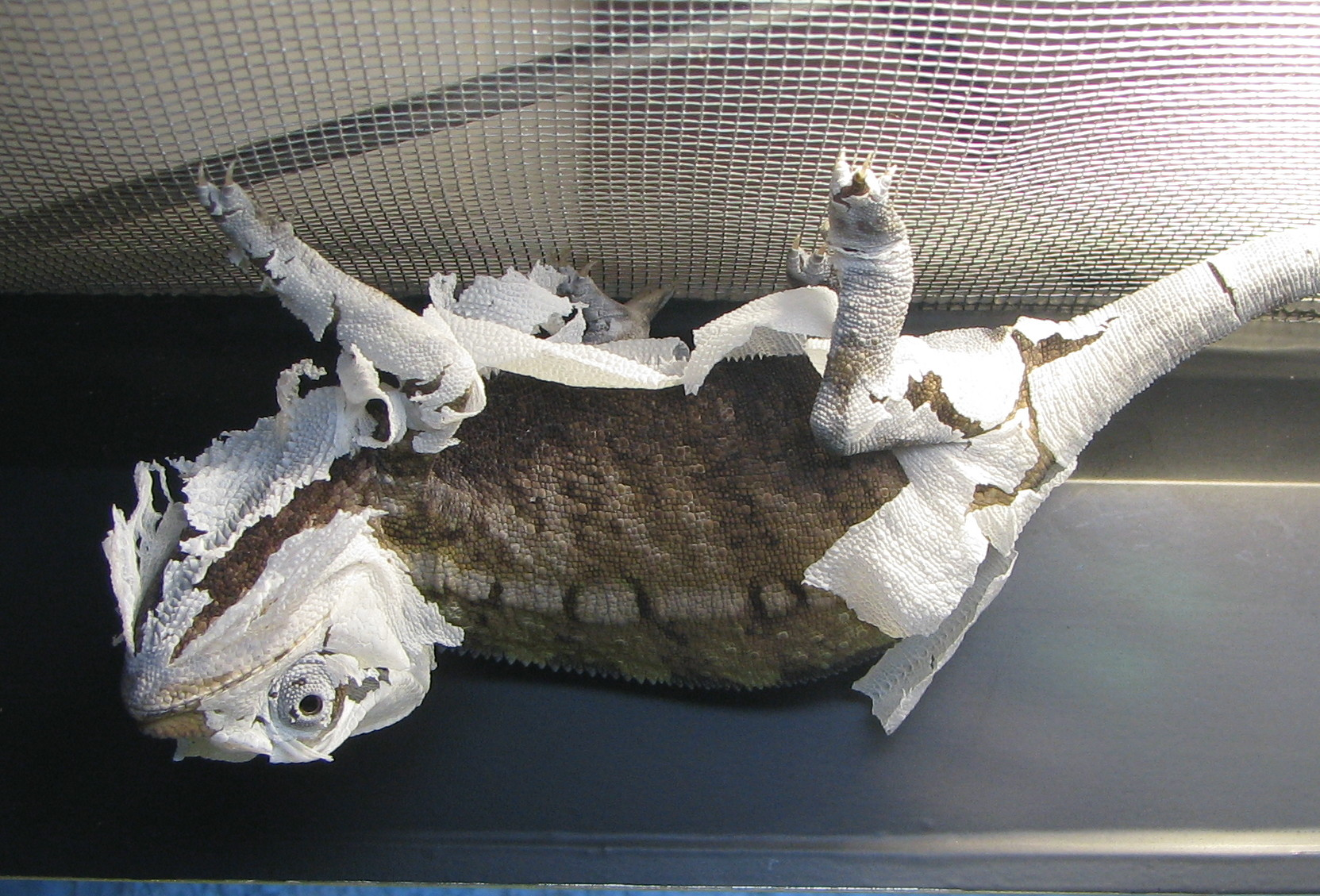
Halbwüchsiges Pantherchamäleon bei der Häutung
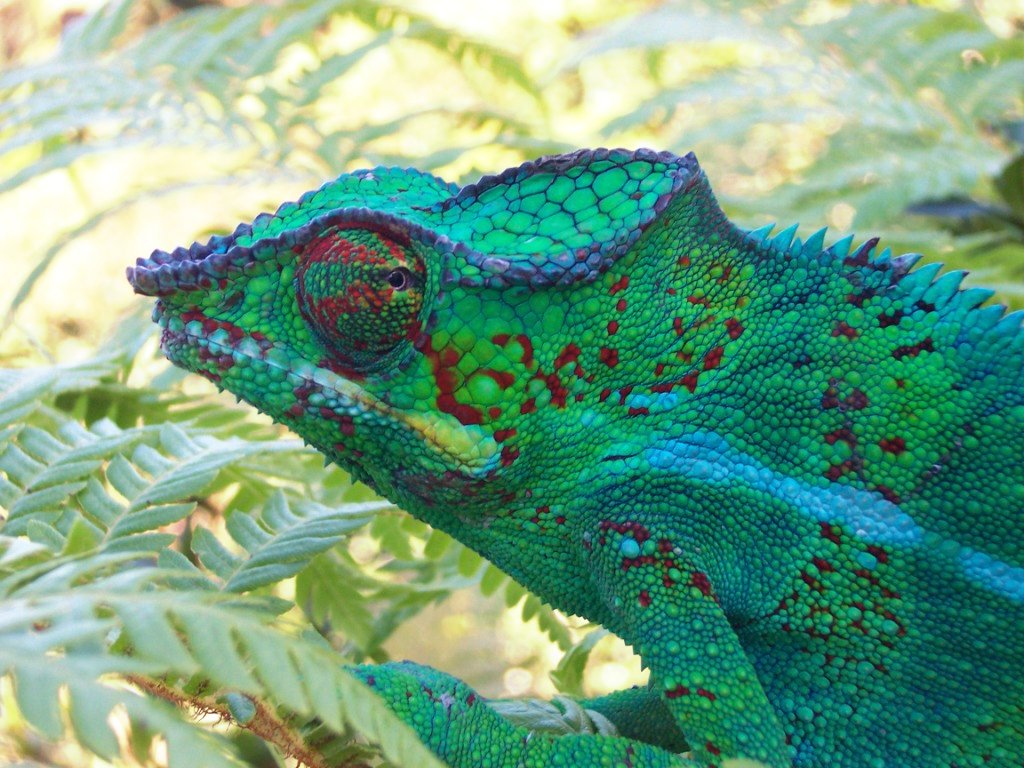
Pantherchamäleon (Furcifer pardalis) ♂ von Reunion

## Weiterführende Literatur
- Philip-Sebastian Gehring, Thomas Althaus: „Pantherchamäleons: Lokalformen, Lebensweise, Verbreitung“ 1. Auflage. Natur-und-Tier-Verlag, Münster 2017, ISBN 978-3-86659-307-7
- Ingo Kober, Andreas Ochsenbein: Jemenchamäleon und Pantherchamäleon. Pflege, Zucht und Lebensweise. 2. Auflage. Kirschner & Seufer, Rheinstetten 2009, ISBN 978-3-940376-01-5.
- Rolf Müller, Nicolá Lutzmann, Ulrike Walbröl: Furcifer pardalis. Das Pantherchamäleon. 3. Auflage. Natur-und-Tier-Verlag, Münster 2011, ISBN 978-3-931587-92-5.
- Carsten Schneider: Das Pantherchamäleon. Furcifer pardalis. Kleintierverlag, Biebertal 2011, ISBN 978-3-9811212-5-4.
- David Hellendrung: Das Pantherchamäleon: Furcifer pardalis. 1. Auflage. Natur-und-Tier-Verlag, Münster 2013, ISBN 978-3-86659-230-8.